# Bernadette Carranza
Bernadette Carranza d’Inzillo (* um 1960) ist eine italienische Filmproduzentin, die 1997 für einen Oscar nominiert war.

## Biografie
Carranza besuchte das Nazareth College in Rome und wandte sich später dem Metier Film zu. Im Zeitraum April 1984 bis November 1992 arbeitete sie für Rai – Radiotelevisione Italiana S.p.A. und ab Januar 2011 für Atabulo Produzioni Roma im Bereich Produktion. Sie tritt dort als Produzentin sowohl für Kurzfilme als auch Spielfilme in Erscheinung.
Gleich der erste von ihr produzierte Kurzfilm Senza parole von 1996 erhielt eine Oscarnominierung. Carranza war gemeinsam mit dem Regisseur des Films Antonello De Leo für die Auszeichnung nominiert, die jedoch an David Frankel und Barry Jossen und deren Film Dear Diary ging. Dieser thematisiert Tagebucheinträge einer 40-jährigen zweifachen Mutter, die als künstlerische Leiterin für ein New Yorker Magazin arbeitet. In Senza parole (ohne Worte) geht es um den Tellerwäscher Celestino, der sich mit der, so scheint es zumindest, stummen Rosina anfreundet. Ihretwegen erlernt er die Gebärdensprache. Da er sich wegen seines Dialektes schämt, gibt er sich ebenfalls als stumm aus. Am Ende stellt sich allerdings heraus, dass auch Rosina sich aus Scham wegen ihres aus dem Süden stammenden Dialektes nur als stumm ausgegeben hat.
Im selben Jahr wie Senza parole entstand auch der Spielfilm Little Rock, den Carranza ebenfalls produzierte. Er handelt von der Punkrockszene in Little Rock in Arkansas, wo Musiker immer wieder gegen Autoritäten ankämpfen müssen, um geplante Auftritte verwirklichen zu können.
Ein weiterer Film, den Carranza produzierte war der Film Lila says aus dem Jahr 2004, in dem zwei Teenager in einen obsessiven Flirt verwickelt werden, der durch Lilas eindeutige sexuelle Annäherungsversuche angeheizt worden ist. Der Film wurde auf dem Gijón International Film Festival mit zwei Auszeichnungen bedacht und auf dem Schermi d’Amore Film Festival in Verona sowie dem Mons International Festival of Love Films mit weiteren Preisen bedacht und war für weitere vier Auszeichnungen nominiert.
Carranzas bisher letzte Produktion ist der dramatische Kurzfilm È stata lei (frei übersetzt Er war sie) von 2013.

## Filmografie (Auswahl)
- 1996: Senza parole (Kurzfilm)
- 1996: Biscotti (Kurzfilm)
- 1996: Little Rock
- 1996: Vie consolari romane
- 1997: La strana storia di Banda Sonora
- 1998: Binari (Kurzfilm)
- 1999: Quattro scatti per l’Europa (Kurzfilm)
- 1999: Cattiva condotta (Kurzfilm)
- 2000: Un mondo senza povertà
- 2002: Emma sono io
- 2004: Lila Says (Co-Produzentin)
- 2008: Fate i bravi, ragazzi! (Kurzfilm)
- 2011: Zaynab’s Sisters
- 2013: È stata lei

## Auszeichnungen
- Oscarverleihung 1997: Oscarnominierung gemeinsam mit Antonello De Leo für Senza parole
- Sindacato Nazionale Giornalisti Cinematografici Italiani 1997: Auszeichnung gemeinsam mit Paolo Lucisano mit dem Silver Ribbon in der Kategorie „Beste Produzenten in einem Kurzfilm“ (Migliore Produttore di Cortometraggi)